# Triboniophorus graeffei
Sên tam giác đỏ (Danh pháp khoa học: Triboniophorus graeffei) là một loại sên trần trong họ Athoracophoridae. Chúng có nguồn gốc từ Úc, tên của chúng bắt nguồn từ dấu hiệu hình tam giác màu đỏ xung quanh lỗ thở, còn được gọi là pneumostome. Loài sên này được tìm thấy ở dọc bờ biển phía Đông Úc, từ New South Wales đến Queensland.

## Đặc điểm
Loài sên kỳ lạ này có thể dài đến 15cm và có biến thể màu hồng toàn thân. Hầu hết sên đều có bốn xúc tu trên đầu nhưng sên tam giác đỏ chỉ có hai. Chúng còn có một vết lõm chạy dọc lưng, khiến chúng trông giống một chiếc lá kỳ lạ. Ngoài kích thước khổng lồ trong vương quốc loài sên, sên tam giác đỏ còn gây ấn tượng với hoa văn tam giác ngay trên lưng và viền thân màu đỏ rực. Lỗ thở của chúng đôi khi được nhìn thấy rõ ràng.

## Hữu ích
Sên tam giác đỏ có thể là một loài sên kỳ lạ nhưng chúng cũng là những con sên thân thiện với môi trường và con người. Loài sên tam giác đỏ này không hề có hại mà có rất có ích, chúng ăn nấm mốc và tảo, dọn dẹp sạch sẽ khu vườn, chúng hữu ích và sẽ khiến tiết kiệm được khá tiền và thời gian bằng khả năng ăn nấm mốc của chúng. Không muốn sử dụng những hóa chất tẩy rửa nguy hiểm, một số người thậm chí còn sử dụng sên tam giác đỏ như một công nhân dọn dẹp nấm mốc tự nhiên và an toàn cho phòng tắm và toàn ngôi nhà của họ.